# Rapala ignota
Rapala ignota är en fjärilsart som beskrevs av Murinus Cornelis Piepers och Pieter Cornelius Tobias Snellen 1918. Rapala ignota ingår i släktet Rapala och familjen juvelvingar. Inga underarter finns listade.